# Tetrascapha dentata
Tetrascapha dentata är en skalbaggsart som beskrevs av Park och Wagner 1962. Tetrascapha dentata ingår i släktet Tetrascapha och familjen kortvingar. Inga underarter finns listade i Catalogue of Life.